# Jose Manuel Sabucedo
Jose Manuel Sabucedo este un psiholog social spaniol, profesor la Universidade de Santiago de Compostela. Este expert în acțiune colectivă, violență politică și reconciliere. A publicat lucrări influente în aceste domenii. Sabucedo este directorul grupului de cercetare privind comportamentul social și psihometria aplicată la USC. Este, de asemenea, președinte al Societății Științifice Spaniole de Psihologie Socială (SCEPS) și redactor asociat al Revistei Latinoamericane de Psihologie din 2009. De asemenea, a fost redactor-șef al Revistei de Psicologie Socială / International Journal of Social Psychology între 2010 și 2016. De-a lungul carierei sale academice, a condus, de asemenea, 18 teze de doctorat. În 2007, Sabucedo a primit Premiul Galicia de Cercetare în categoria senior, recunoscând 25 de ani de cercetare în psihologie socială și politică, caracterizată de interdisciplinaritate și relevanță socială înaltă.